# Carl Bernstein
Carl Bernstein (Washington, 1944. február 14. –) Pulitzer-díjas amerikai újságíró, akinek Bob Woodwarddal együtt kiemelkedő szerepe volt a Watergate-botrány feltárásában.

## Művei
- All the President's Men (1974) ISBN 0-671-21781-X; társszerző Bob Woodward
- The Final Days (1976) ISBN 0-671-22298-8; társszerző Bob Woodward
- Loyalties: A Son's Memoir (1989) ISBN 978-0-671-69598-9
- His Holiness: John Paul II and the History of Our Time (1996) ISBN 978-0-38547-237-1; társszerző Marco Politi
- A Woman in Charge: The Life of Hillary Rodham Clinton (2007) ISBN 978-0-307-38855-1
- Chasing History: A Kid in the Newsroom (2022) ISBN 978-1-627-79150-2

### Magyar nyelven
- Hillary. A nő és a hatalom; ford. Morvay Krisztina; Alexandra, Pécs, 2008